# کیشا شارپ
کیشا شارپ (انگلیسی: Keesha Sharp؛ زادهٔ ۹ ژوئن ۱۹۷۳) بازیگر اهل ایالات متحده آمریکا است. وی از سال ۲۰۰۰ میلادی تاکنون مشغول فعالیت بوده‌است.
از فیلم‌ها یا مجموعه‌های تلویزیونی که وی در آن‌ها نقش داشته است، می‌توان به ابتدایی، کشمکش خوب و قانون و نظم: واحد قربانیان ویژه اشاره نمود.